# Непокойчицкий, Николай Иосифович
Никола́й Ио́сифович Непокойчи́цкий (17 (30) апреля 1910 год — 1969) — советский театральный актёр, народный артист РСФСР.

## Биография
Николай Иосифович Непокойчицкий родился 17 (30) апреля 1910 года. Б 1930—1932 годах учился в Смоленском техникуме актёрского мастерства, одновременно работая во вспомогательном составе Смоленского театра. Играл в Казанском ТЮЗе.
В 1936 году играл в Ленинградском совхозно-колхозном театре. В 1942—1945 годах был актёром Ленинградского Малого драматического театра. В 1945—1965 годах играл в Новгородском областном театре драмы.
Играл главным образом роли положительных героев в пьесах советских драматургов. Этапными работами актёра стали образ Платона Кречета («Платон Кречет» А. Е. Корнейчука) и образ Дзержинского («Кремлёвские куранты»; «Именем революции» Шатрова).
Умер в апреле 1969 года. Похоронен на Рождественском кладбище Великого Новгорода.

## Награды и премии
- Заслуженный артист РСФСР (1952).
- Народный артист РСФСР (15.09.1960).

## Работы в театре
- «Таланты» Финна — Орлов
- «Батальон идёт на Запад» Мдивани — Отар
- «Фронт» — Огнёв
- «Без вины виноватые» А. Н. Островского — Незнамов;
- «Человек с ружьём» — Чибисов
- «Овод» по Войнич — Артур
- «Сильные духом» Медведева и Гребнёва — Кузнецов
- «Дорогой бессмертия» Товстоногова и Брагина — Фучик
- «Кто виноват?» по Герцену — Бельтов
- «Иванов» А. П. Чехова —  Иванов
- «Кредит у нибелунгов» Куна — Блок